# Ranomi Kromowidjojo
Ranomi Kromowidjojo (Sauwerd, 20 de agosto de 1990) é uma nadadora neerlandesa, campeã olímpica.

## Carreira
Participou dos Jogos Olímpicos de Pequim 2008, onde ganhou o ouro no revezamento 4×100 m livres pela equipe holandesa. Também obteve o 11º lugar no 4×200 m livres, 13º lugar no 4×100 m medley e 23º lugar nos 200 m livres.
Foi campeã mundial em Roma 2009 e Xangai 2011, pelo revezamento 4×100 m livres holandês. Em piscina curta, obteve um ouro em Manchester 2008 no 4×200 m livres, e três ouros em Dubai 2010, nos 50, 100 e 4×100 m livres.
Nos Jogos Olímpicos de Londres 2012, sua segunda Olimpíada, Kromowidjojo conquistou o ouro nos 100 metros livres com o tempo de 53,00 segundos.